# 1969年イギリスグランプリ
1969年イギリスグランプリ (1969 British Grand Prix) は、1969年のF1世界選手権第6戦として、1969年7月19日にシルバーストン・サーキットで開催された。

## エントリー
四輪駆動F1マシンが一挙に4台登場した。ロータスは2台の63をグラハム・ヒルとジョン・マイルズが、マトラはMS84をジャン＝ピエール・ベルトワーズが、マクラーレンはM9Aをデレック・ベルがそれぞれドライブする。これとは別に、フォード・コスワース・DFVエンジンを製造するエンジンビルダーのコスワースが四輪駆動車を制作した。エンジンは当然DFVだが、軽量マグネシウムブロックの特別仕様となっていた。当初はテストを担当していたブライアン・レッドマンを走らせる予定であったが、ポルシェとの契約により参加できなくなったため、トレバー・テイラーをエントリーしたものの、結局参加を見合わせた。
上層部の社内抗争により前戦フランスGPを欠場したBRMは、レグ・パーネル・レーシングのティム・パーネルが同チームを解散してチームマネージャーに就任し、活動を再開した。レグ・パーネルの解散に伴ってフリーとなったペドロ・ロドリゲスはフェラーリに移籍した。オランダGPで初登場したP139は改良され、ジョン・サーティースがドライブする。ブラバムは、オーナーのジャック・ブラバムが足首の骨折からの回復途上だったため、ダン・ガーニーを代走に起用する考えであったが、ガーニーがアメリカのレースを優先したため、本レースもジャッキー・イクス1台のみの参加となった。ヨアキム・ボニエは自身のチームからロータス・49Bで活動を再開した。

### エントリーリスト
| チーム                                                      | No. | ドライバー                     | コンストラクター | シャシー    | エンジン                         | タイヤ |
| ----------------------------------------------------------- | --- | ------------------------------ | ---------------- | ----------- | -------------------------------- | ------ |
| ゴールドリーフ・チーム・ロータス                            | 1   | グラハム・ヒル                 | ロータス         | 63 49B 1    | フォード・コスワース DFV 3.0L V8 | F      |
| ゴールドリーフ・チーム・ロータス                            | 2   | ヨッヘン・リント               | ロータス         | 49B         | フォード・コスワース DFV 3.0L V8 | F      |
| ゴールドリーフ・チーム・ロータス                            | 9   | ジョン・マイルズ               | ロータス         | 63          | フォード・コスワース DFV 3.0L V8 | F      |
| マトラ・インターナショナル                                  | 3   | ジャッキー・スチュワート       | マトラ           | MS80        | フォード・コスワース DFV 3.0L V8 | D      |
| マトラ・インターナショナル                                  | 4   | ジャン＝ピエール・ベルトワーズ | マトラ           | MS80 MS84 2 | フォード・コスワース DFV 3.0L V8 | D      |
| ブルース・マクラーレン・モーターレーシング                  | 5   | デニス・ハルム                 | マクラーレン     | M7A         | フォード・コスワース DFV 3.0L V8 | G      |
| ブルース・マクラーレン・モーターレーシング                  | 6   | ブルース・マクラーレン         | マクラーレン     | M7C         | フォード・コスワース DFV 3.0L V8 | G      |
| ブルース・マクラーレン・モーターレーシング                  | 20  | デレック・ベル                 | マクラーレン     | M9A         | フォード・コスワース DFV 3.0L V8 | G      |
| モーターレーシング・ディベロップメンツ・リミテッド          | 7   | ジャッキー・イクス             | ブラバム         | BT26A       | フォード・コスワース DFV 3.0L V8 | G      |
| モーターレーシング・ディベロップメンツ・リミテッド          | 8   | ダン・ガーニー 3               | ブラバム         | BT26        | フォード・コスワース DFV 3.0L V8 | G      |
| ロブ・ウォーカー/ジャック・ダーラッシャー・レーシングチーム | 10  | ジョー・シフェール             | ロータス         | 49B         | フォード・コスワース DFV 3.0L V8 | F      |
| スクーデリア・フェラーリ SpA SEFAC                          | 11  | クリス・エイモン               | フェラーリ       | 312/69      | フェラーリ 255C 3.0L V12         | F      |
| スクーデリア・フェラーリ SpA SEFAC                          | 12  | ペドロ・ロドリゲス             | フェラーリ       | 312/68      | フェラーリ 255C 3.0L V12         | F      |
| オーウェン・レーシング・オーガニゼーション                  | 14  | ジョン・サーティース           | BRM              | P139        | BRM P142 3.0L V12                | D      |
| オーウェン・レーシング・オーガニゼーション                  | 15  | ジャッキー・オリバー           | BRM              | P133        | BRM P142 3.0L V12                | D      |
| フランク・ウィリアムズ・レーシングカーズ                    | 16  | ピアス・カレッジ               | ブラバム         | BT26A       | フォード・コスワース DFV 3.0L V8 | D      |
| マイク・コスティン                                          | 17  | トレバー・テイラー 4           | コスワース       | 1           | フォード・コスワース DFV 3.0L V8 | D      |
| エキュリー・ボニエ                                          | 18  | ヨアキム・ボニエ               | ロータス         | 49B 63 1    | フォード・コスワース DFV 3.0L V8 | F      |
| アンティーク・オートモビルズ                                | 19  | ビック・エルフォード           | マクラーレン     | M7B         | フォード・コスワース DFV 3.0L V8 | G      |
| ソース:                                                     |     |                                |                  |             |                                  |        |

追記
- ^1 - ヒルはロータス・63、ボニエはロータス・49Bでエントリーしたが、予選以降マシンを交換した[1]
- ^2 - ベルトワーズはマトラ・MS80でエントリーしたが、スチュワートが予選でのクラッシュでMS80を大破させたため、ベルトワーズのMS80をスチュワートに差し出し、ベルトワーズはマトラ・MS84を使用した[1]
- ^3 - ガーニーは他のレースに出場したため欠場[6]
- ^4 - テイラーはエントリーのみ[6][3]

## 予選
ジャッキー・スチュワートは前戦フランスGPまでの5戦のうち4勝を挙げており、本レースも優勝の本命と見られたが、土曜日にウッドコートコーナーでクラッシュし、彼のマトラ・MS80が大破した。このため、スチュワートはチームメイトのジャン＝ピエール・ベルトワーズが使用していたMS80に乗り換え、ベルトワーズは四輪駆動車のマトラ・MS84を使用することになった。その結果、ヨッヘン・リントがポールポジションを獲得し、2番手のスチュワート、3番手のデニス・ハルムとともにフロントローを形成した。2列目はジャッキー・イクスとクリス・エイモン、3列目はジョン・サーティース、ブルース・マクラーレン、ペドロ・ロドリゲスが占めた。前年度王者のグラハム・ヒルはマシントラブルが相次いで12番手に終わり、ロータスは彼のために使用できる49Bがなくなってしまった。結局、ヒルは四輪駆動車の63ではなく、プライベーターのヨアキム・ボニエが使用していた49Bに乗り換え、ボニエが63をドライブすることになった。

### 予選結果
| 順位    | No. | ドライバー                     | コンストラクター      | タイム   | 差    | グリッド |
| ------- | --- | ------------------------------ | --------------------- | -------- | ----- | -------- |
| 1       | 2   | ヨッヘン・リント               | ロータス-フォード     | 1:20.8   | -     | 1        |
| 2       | 3   | ジャッキー・スチュワート       | マトラ-フォード       | 1:21.2 1 | +0.4  | 2        |
| 3       | 5   | デニス・ハルム                 | マクラーレン-フォード | 1:21.5   | +0.7  | 3        |
| 4       | 7   | ジャッキー・イクス             | ブラバム-フォード     | 1:21.6   | +0.8  | 4        |
| 5       | 11  | クリス・エイモン               | フェラーリ            | 1:21.9   | +1.1  | 5        |
| 6       | 14  | ジョン・サーティース           | BRM                   | 1:22.2   | +1.4  | 6        |
| 7       | 6   | ブルース・マクラーレン         | マクラーレン-フォード | 1:22.6   | +1.8  | 7        |
| 8       | 12  | ペドロ・ロドリゲス             | フェラーリ            | 1:22.6   | +1.8  | 8        |
| 9       | 10  | ジョー・シフェール             | ロータス-フォード     | 1:22.7   | +1.9  | 9        |
| 10      | 16  | ピアス・カレッジ               | ブラバム-フォード     | 1:22.9   | +2.1  | 10       |
| 11      | 19  | ビック・エルフォード           | マクラーレン-フォード | 1:23.3   | +2.5  | 11       |
| 12      | 1   | グラハム・ヒル                 | ロータス-フォード     | 1:23.6   | +2.8  | 12       |
| 13      | 15  | ジャッキー・オリバー           | BRM                   | 1:23.7   | +2.9  | 13       |
| 14      | 9   | ジョン・マイルズ               | ロータス-フォード     | 1:25.1   | +4.3  | 14       |
| 15      | 20  | デレック・ベル                 | マクラーレン-フォード | 1:26.1   | +5.3  | 15       |
| 16      | 18  | ヨアキム・ボニエ               | ロータス-フォード     | 1:28.2   | +7.4  | 16       |
| 17      | 4   | ジャン＝ピエール・ベルトワーズ | マトラ-フォード       | 1:31.2 2 | +10.4 | 17       |
| ソース: |     |                                |                       |          |       |          |

追記
- ^1 - スチュワートは1:20.6を記録したが、別のマトラ・MS80に交換したためタイムが無効となった[9]
- ^2 - ベルトワーズはマトラ・MS80で1:22.1を記録したが、マトラ・MS84に交換したためタイムが無効となった[9]

## 決勝

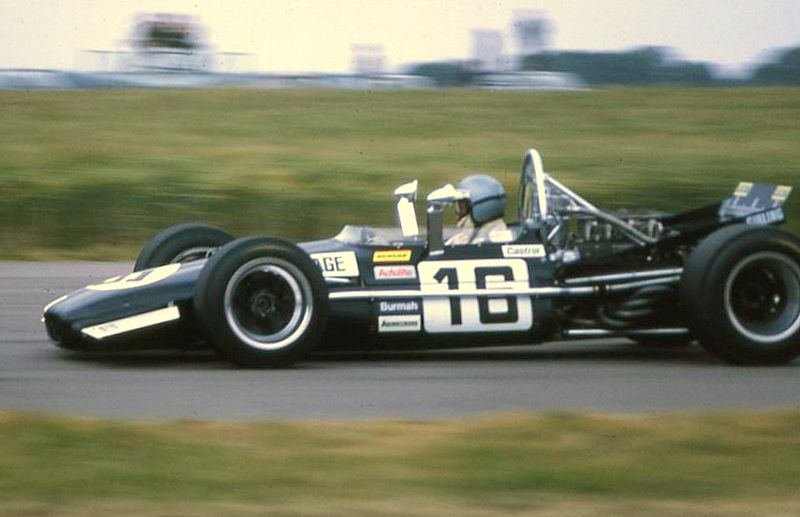
ウィリアムズからブラバム・BT26Aを走らせたピアス・カレッジは5位に入賞した。

ジャッキー・スチュワートとヨッヘン・リントの一騎打ちのバトルが、シルバーストンの観客を熱狂させた。84周で行われたレースの62周目まで両者のスリップストリームの攻防が続いたが、リントのリアウィングのエンドプレートが緩んでピットインを余儀なくされて30秒を失い、さらにレース終盤にはガス欠に見舞われて再びピットインしなければならず、4位まで後退した。結局、スチュワートが5勝目を挙げ、ジャッキー・イクスが2位、ブルース・マクラーレンが3位となった。フェラーリに加わったペドロ・ロドリゲスはエンジントラブルでリタイアし、同じくリタイアに終わったチームメイトのクリス・エイモンは、ホームグランプリのイタリアGPから投入する予定であった水平対向12気筒エンジン搭載の新車312Bのテスト走行にいそしんだ。エンジンパワーは従来のV12を上回るとされていたが、立て続けにマシントラブルを起こしたことに嫌気が差したエイモンはついにチームを離脱することになった。フェラーリは次戦ドイツGPを欠場して312Bのテストを行ったことから、エイモンにとって本レースがフェラーリで走った最後のレースとなった。

### レース結果
| 順位    | No. | ドライバー                     | コンストラクター      | 周回数 | タイム/リタイア原因 | グリッド | ポイント |
| ------- | --- | ------------------------------ | --------------------- | ------ | ------------------- | -------- | -------- |
| 1       | 3   | ジャッキー・スチュワート       | マトラ-フォード       | 84     | 1:55:55.6           | 2        | 9        |
| 2       | 7   | ジャッキー・イクス             | ブラバム-フォード     | 83     | +1 Lap              | 4        | 6        |
| 3       | 6   | ブルース・マクラーレン         | マクラーレン-フォード | 83     | +1 Lap              | 7        | 4        |
| 4       | 2   | ヨッヘン・リント               | ロータス-フォード     | 83     | +1 Lap              | 1        | 3        |
| 5       | 16  | ピアス・カレッジ               | ブラバム-フォード     | 83     | +1 Lap              | 10       | 2        |
| 6       | 19  | ビック・エルフォード           | マクラーレン-フォード | 82     | +2 Laps             | 11       | 1        |
| 7       | 1   | グラハム・ヒル                 | ロータス-フォード     | 82     | +2 Laps             | 12       |          |
| 8       | 10  | ジョー・シフェール             | ロータス-フォード     | 81     | +3 Laps             | 9        |          |
| 9       | 4   | ジャン＝ピエール・ベルトワーズ | マトラ-フォード       | 78     | +6 Laps             | 17       |          |
| 10      | 9   | ジョン・マイルズ               | ロータス-フォード     | 75     | +9 Laps             | 14       |          |
| Ret     | 12  | ペドロ・ロドリゲス             | フェラーリ            | 61     | エンジン            | 8        |          |
| Ret     | 11  | クリス・エイモン               | フェラーリ            | 45     | ギアボックス        | 5        |          |
| Ret     | 5   | デニス・ハルム                 | マクラーレン-フォード | 27     | イグニッション      | 3        |          |
| Ret     | 15  | ジャッキー・オリバー           | BRM                   | 19     | トランスミッション  | 13       |          |
| Ret     | 18  | ヨアキム・ボニエ               | ロータス-フォード     | 6      | エンジン            | 16       |          |
| Ret     | 20  | デレック・ベル                 | マクラーレン-フォード | 5      | サスペンション      | 15       |          |
| Ret     | 14  | ジョン・サーティース           | BRM                   | 1      | サスペンション      | 6        |          |
| ソース: |     |                                |                       |        |                     |          |          |

ファステストラップ
- ジャッキー・スチュワート - 1:21.3（57周目）

ラップリーダー
太字は最多ラップリーダー
- ヨッヘン・リント - 52周 (Lap 1-6, 16-61)
- ジャッキー・スチュワート - 32周 (Lap 7-15, 62-84)

## 第6戦終了時点のランキング
|         | 順位 | ドライバー               | ポイント |
| ------- | ---- | ------------------------ | -------- |
|         | 1    | ジャッキー・スチュワート | 45       |
| 2       | 2    | ブルース・マクラーレン   | 17       |
| 1       | 3    | グラハム・ヒル           | 16       |
| 1       | 4    | ジョー・シフェール       | 13       |
| 2       | 5    | ジャッキー・イクス       | 13       |
| ソース: |      |                          |          |

|         | 順位 | コンストラクター      | ポイント |
| ------- | ---- | --------------------- | -------- |
|         | 1    | マトラ-フォード       | 45       |
|         | 2    | ロータス-フォード     | 25       |
|         | 3    | マクラーレン-フォード | 20 (22)  |
|         | 4    | ブラバム-フォード     | 19       |
|         | 5    | フェラーリ            | 4        |
| ソース: |      |                       |          |

- 注:  トップ5のみ表示。前半6戦のうちベスト5戦及び後半5戦のうちベスト4戦がカウントされる。ポイントは有効ポイント、括弧内は総獲得ポイント。